# L'uomo volante
L'uomo volante è una canzone di Marco Masini scritta con Giuseppe Dati e Goffredo Orlandi.
Presentata alla cinquantaquattresima edizione del Festival della Canzone Italiana di Sanremo, porta Masini alla vittoria della manifestazione canora per la seconda volta nella sua carriera, dopo il trionfo con Disperato nella sezione "Novità" quattordici anni prima; si aggiudica inoltre il Premio della Sala Stampa Radio e TV.
Il successo sanremese sancisce a posteriori la rinascita artistica del cantautore fiorentino, che veniva da alcuni anni bui.
La canzone — autobiografica, a detta dello stesso Masini — tratta il tema di un uomo maturo che desidera avere un figlio. È inserita nella raccolta Masini, riedizione sanremese di ...il mio cammino. Il singolo arriva in ottava posizione in classifica.
Il videoclip del brano è stato diretto da Leonardo Torrini.

## Tracce
1. L'uomo volante – 3:56
2. L'uomo volante (Versione strumentale con cori) – 3:55
3. L'uomo volante (Versione strumentale internazionale) – 3:55

## Classifiche
| Classifica (2004) | Posizione massima |
| ----------------- | ----------------- |
| Italia            | 8                 |